# Coelogyne rubrolanata
Coelogyne rubrolanata är en orkidéart som beskrevs av Elis.George och J.-c.George. Coelogyne rubrolanata ingår i släktet Coelogyne, och familjen orkidéer.
Artens utbredningsområde är Filippinerna. Inga underarter finns listade i Catalogue of Life.